# Albert Moris
Albert, Emile, Gabriel Moris (1879-1920) est un officier militaire français qui s'illustre comme aviateur au début de la première guerre mondiale. Ses fait d'armes, aux commandes de son biplan, lui vaudront plusieurs distinctions militaires ainsi que de nombreux articles dans la presse de l'époque. Après plusieurs mois de campagne aérienne et environ 120 missions de reconnaissance et de bombardement au dessus des lignes allemandes, fin mai 1915 son biplan sera abattu. Blessé, il sera capturé et interné en Allemagne jusqu'à la fin du conflit. Il décède à Nice le 14 décembre 1920.

## Biographie
Né en 1879 à Belfort. Albert Moris est le fils de Charle Emile Moris, officier d'infanterie et de Gabrielle Alexandrine Sophie Charlotte Petit de Gâtines, son épouse. Il est issu, d'une ancienne famille de militaires.
Par sa mère, il est un des descendants de François René Cailloux, dit Pouget, général français de la Révolution et de l'Empire. Son père était capitaine d'infanterie. Deux de ses frères, également militaires participeront au premier conflit mondial.
Son frère ainé, Théophile Paul Emile Moris (1875-1914), lieutenant au 28e régiment d'infanterie sera tué en Belgique, le 22 août 1914, lors de la bataille de Charleroi.
Un autre frère, Edmond Moris (1885-1924) participera au conflit au sein du 14 régiment de chasseurs à cheval.

## De l'infanterie à l'aviation militaire naissante
Albert Moris est admis à l'école spéciale militaire de Saint Cyr en 1900. En 1902, il rejoint le 150e régiment d'infanterie comme sous-lieutenant. Il sera promu lieutenant en 1904. 

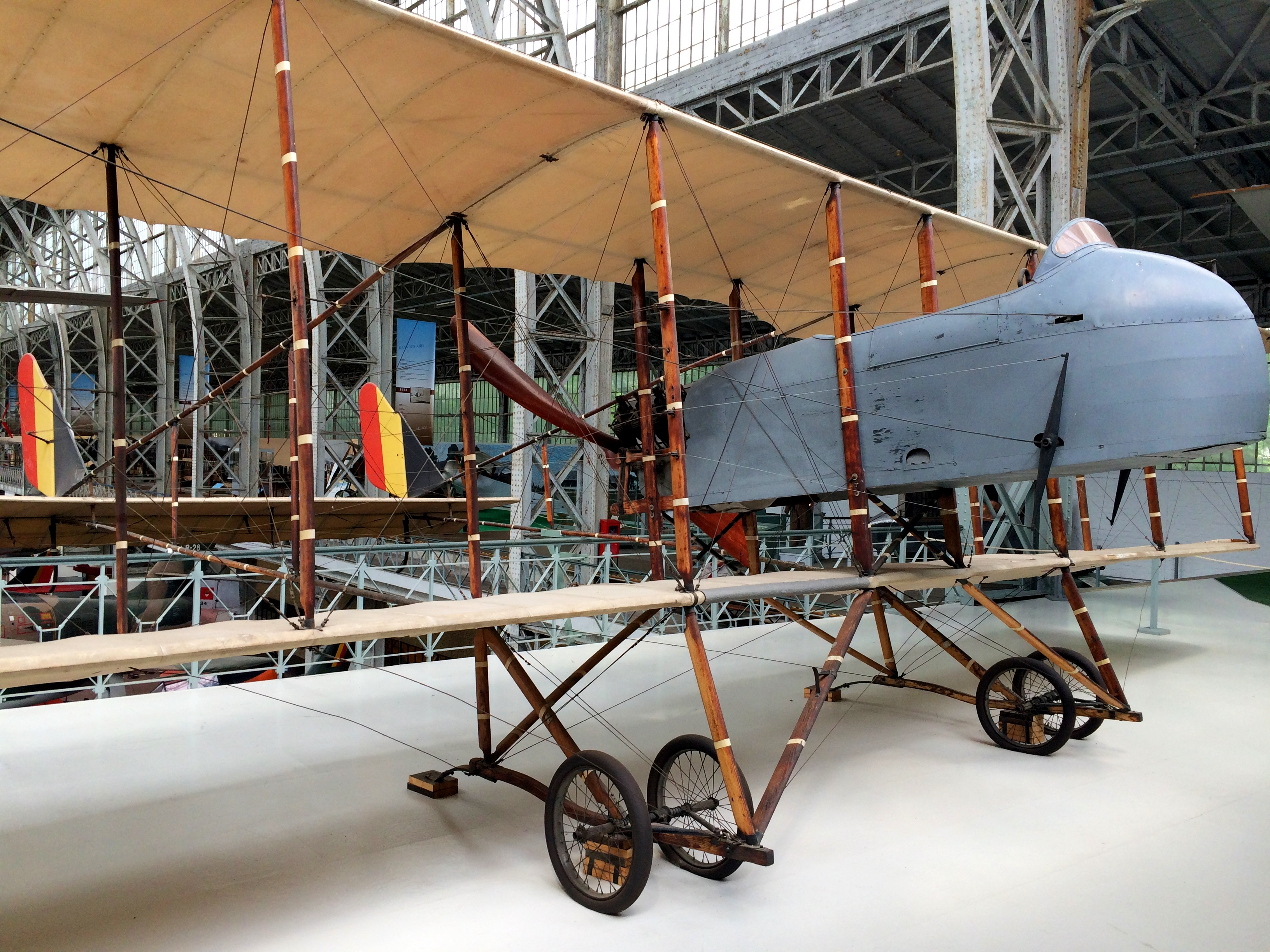
Un MF11 de la Force aérienne belge utilisé durant la Première Guerre mondiale, exposé au musée royal de l'armée et de l'histoire militaire à Bruxelles

En 1912 il est détaché à l'aéronautique militaire à peine naissante et suit une formation de pilote sur les biplans Maurice Farman à l'aérodrome Farman de Buc près de Versailles.
Il obtient la même année son brevet de pilote et en 1913 son brevet supérieur de vol de 1 h 30 à 800 mètres d'altitude, atteignant une altitude de 1 800 mètres au cours de cette épreuve.
En août 1913, il est désigné pour faire partie du 1er groupe aéronautique militaire au sein de l'escadrille MF 8, basée à Nancy et équipée de biplans Maurice Farman,,,,,.

## Pilote dans la Grande Guerre
Albert Moris est présenté comme un pilote hors pair et intrépide. Il vole souvent seul aux commandes de son biplan Maurice Farman, ce qui lui permet de transporter un plus grand nombre de projectiles. Il n'hésite pas aussi à voler à très basse altitude pour mieux ajuster ses tirs, sous le feu nourri de l’artillerie et de l'infanterie ennemie.

Le 1er septembre 1914, il abat, près de Lunéville un ballon d'observation allemand drachen à l'aide de fléchettes métalliques appelées aussi balles Bon, du nom de son inventeur. Seul aux commandes de son biplan, profitant des nuages, il avait passé la ligne de front sans se faire repérer. L'observateur allemand fut tué dans l'attaque, car il ne disposait pas encore à cette époque de parachute. Il sera nommé capitaine, au lendemain de cette action, par le général commandant le 20e corps d'armée. Pour Christophe Cony, rédacteur en chef de la revue "Avions" consacrée à l'histoire de l'aviation, cette action vaudrait à Albert Moris d'être l'auteur de la première victoire aérienne de l'histoire de l'aviation.

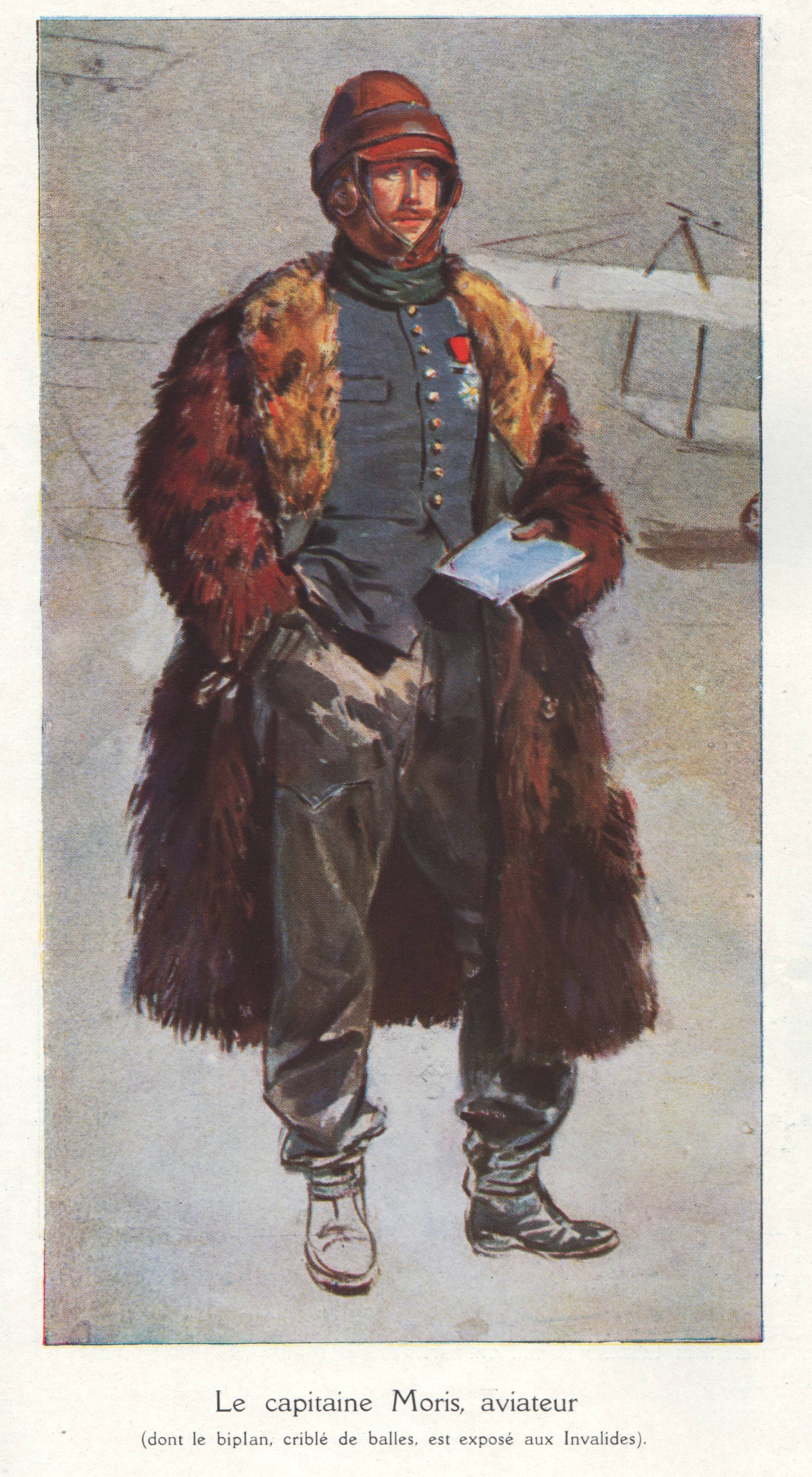
Capitaine Moris - Aviateur - portrait d'après Maurice Orange - publié dans la revue l'Illustration du 15 mai 1915

Le 20 novembre 1914, il est fait chevalier de la légion d'honneur pour plusieurs actions de bombardement et pour avoir mis en fuite un avion ennemi à l'aide d'un simple fusil, toujours seul à bord de son biplan.
« Au cours d'une reconnaissance, prend en chasse un Taube et bien que seul à bord le met en fuite en tirant dessus 6 balles de mousqueton. Est poursuivi à son retour par un autre avion allemand. Rentré dans les lignes françaises après une reconnaissance de 5 heures avec un avion criblé de balles, repart aussitôt pour lancer des bombes »,. 
Maurice Orange, peintre du ministère de la guerre, célèbre pour ses sujets d'inspiration militaire et ses toiles napoléoniennes, dessine son portrait en tenue d'aviateur, arborant sa légion d'honneur. Ce portrait sera reproduit dans le numéro du 15 mai 1915 du magazine hebdomadaire l'Illustration avec d'autres portraits de militaires.
Mais ses vols en solitaire le rendent aussi plus vulnérable à la chasse ennemi. Le 2 novembre 1914, au retour d'une mission son avion est attaqué par un appareil allemand qui le survole à vingt mètres à peine. Le passager de son adversaire le tient en joue avec son Mauser et s’apprête à presser sur sa gâchette quand surgit un appareil ami qui lui sauve la vie. L'avion, un Morane-Saulnier (« Parasol ») est piloté par le lieutenant  Eugène Gilbert avec à son bord le capitaine de Vergnette. Ce dernier tire plusieurs coups de fusil et met en fuite l'appareil allemand. 
Le 15 avril 1915 il lâche une bombe sur la gare de Saint-Quentin, occupé par les allemands et touche semble-t-il un réservoir de benzène et un hangar de munitions qui en explosant font d'énormes dégâts. Quelques jours plus tard, le 19 avril 1915, il vole 8 h 35 dans la même journée et lance 14 obus de 90, dont 10 sur des batteries anti-aériennes et 4 sur des ballons drachens au sol au cours d'expéditions multiples,,,. 

Le 16 mai 1915, lors d'un vol de reconnaissance avec un observateur chargé des photographies, il descend de nouveau à très faible altitude pour photographier les positions ennemies. Son biplan est gravement touché par les tirs adverses. Une des ailes de l'appareil, atteinte par des éclats d'obus est en partie sectionnée. Son passager consolide ce qui peut l'être. Lui réussit par sa maîtrise du pilotage, à faire voler jusqu'à sa base son biplan au bord de la rupture. Il sera cité à l'ordre de l'armée. 

« Étant descendu à faible hauteur pour photographier les positions défensives ennemies, a eu son avion atteint par un obus qui a brisé deux mats, une poutre de réunion et déchiré une grand partie de la voilure. Il réussit grâce à son calme et à sa science de pilote à ramener son avion dans les lignes françaises. Fait preuve chaque jour d'une audace inouïe et du plus complet mépris du danger » 

Son biplan, le Maurice Farman MF 123, criblé de près de 400 impacts de balles et d'éclats d'obus sera exposé à Paris dans la cour d'honneur des Invalides. De nombreux articles de presse relateront cet exploit aérien et plusieurs cartes postales seront éditées pour l'occasion,

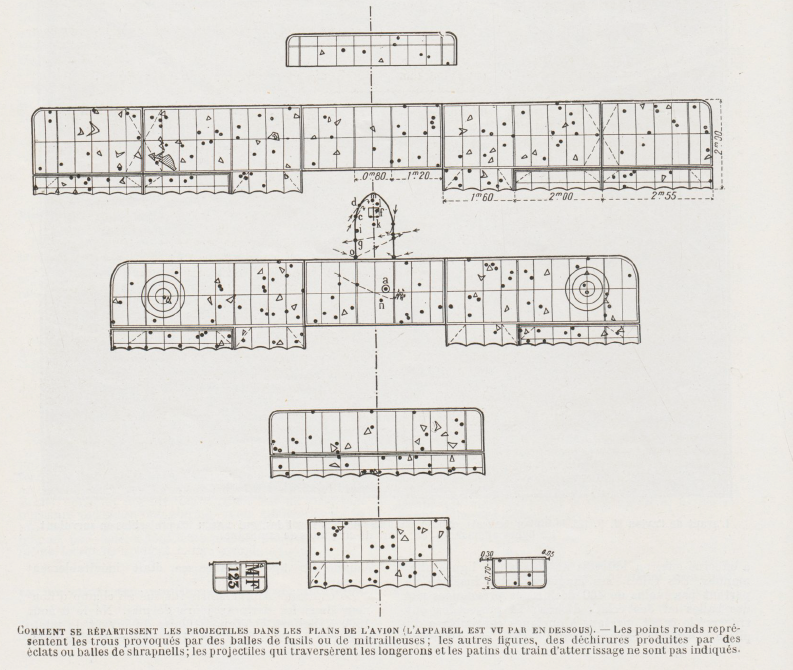
Les impacts des projectiles sur le biplan du capitaine Albert Moris, revue l'Aérophile, 1er- 15 août 1915 p. 172

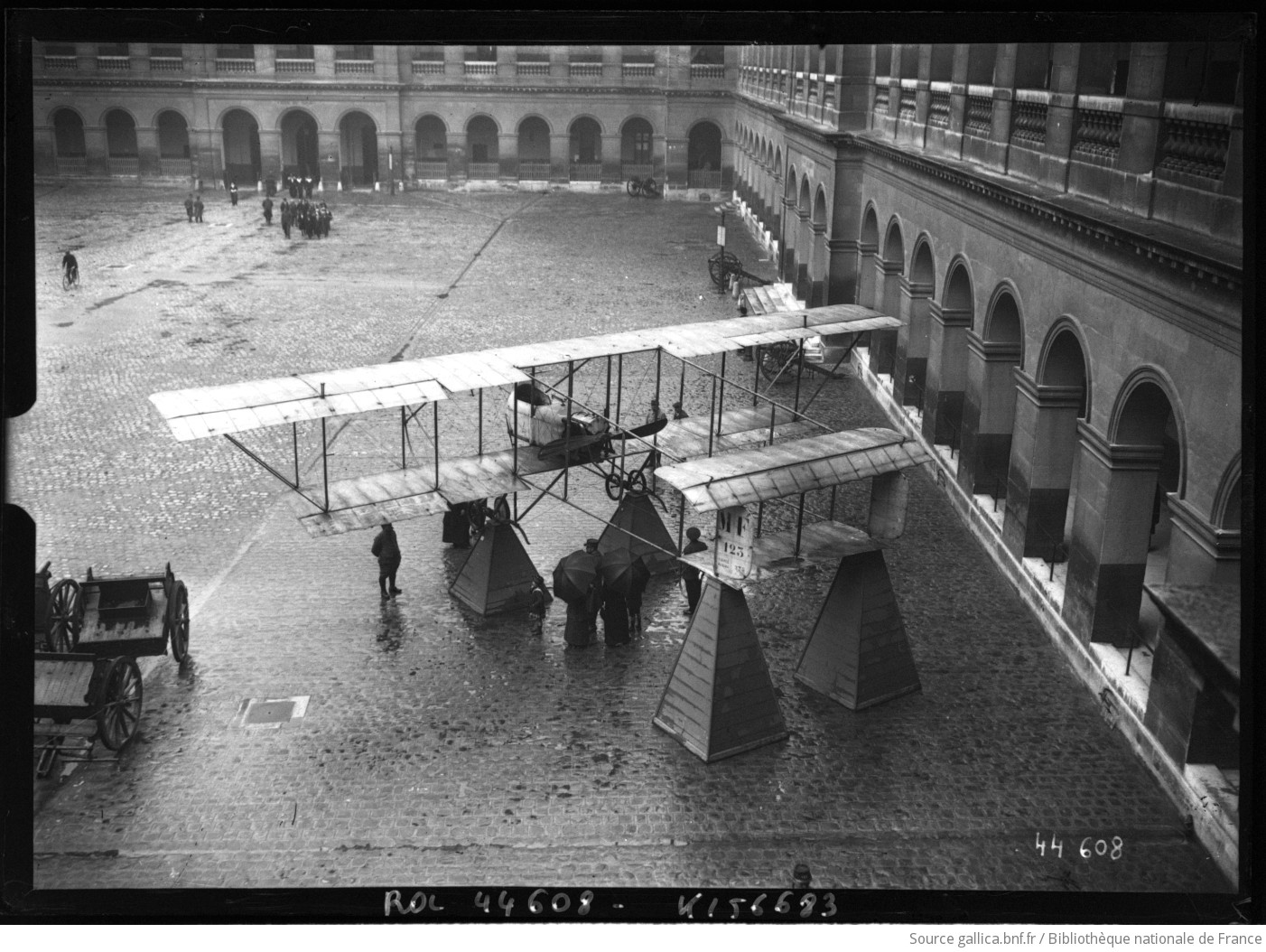
Biplan Maurice Farman MF 123 du capitaine Moris exposé dans la cour d'honneur des Invalides en 1915 - Sources Bibliothèque nationale de France - Gallica

Le 25 mai 1915, lors d'une nouvelle mission de bombardement le réservoir de son appareil est touché. Il pose son appareil endommagé derrière les lignes allemandes. Légèrement blessé à la tête, il est fait prisonnier et conduit par les allemands à l'hôtel de ville de Saint-Quentin occupé. Lors de son apparition, il aurait été acclamé par les habitants qui l'auraient reconnu comme l'auteur du bombardement réussi de la gare de Saint-Quentin quelques semaines plus tôt. L'état-major Français le croit alors mort et le cite une nouvelle fois à l'ordre de l'armée 
« Capitaine pilote aviateur à l'escadrille MF8, pilote hors de pair, qui par son audace incomparable et ses exploits quotidiens faisait l'admiration de tous ses camarades, recherchait les missions les plus longues et les plus périlleuses et n'hésitait jamais pour mieux assurer son tir à voler à une altitude à laquelle le feu de l'artillerie et de l'infanterie lui faisait courir les plus grands dangers. Est tombé glorieusement dans les lignes ennemies au cours d'une opération de bombardement ». 
D'abord détenu au camp de prisonniers de Halle, il est transféré le 5 février 1916 au camp d'Ingolstatd en Bavière où se retrouvent les officiers de différentes nationalités ayant plusieurs fois tenté de s'évader. Le 8 juin 1916, avec d'autres compagnons, il s'évade de nouveau mais sera repris peu de temps après ,.
Promu après-guerre chef de bataillon à l'école d'aviation d'Istres, il rejoint le 12e régiment d'aviation fin août 1920. il décède prématurément le 14 décembre de la même année de la fièvre typhoïde à l'hôpital complémentaire Pasteur de Nice.

## Principales décorations et médailles commémoratives
- Croix de guerre 1914-1918 (France)[1]
- Chevalier de la légion d'honneur[1],[16]